# Adobe PageMaker
Aldus PageMaker ou Adobe PageMaker, foi um marco na história dos aplicativos de desktop publishing, e até meados da década de 1990, dominou o mercado no campo da produção gráfica, de material publicitário e jornalístico. Em virtude desse sucesso, a empresa Aldus produtora deste software foi incorporada pela Adobe Systems.

## História de lançamentos
| Desenvolvedor | Versão   | Data               | Plataforma      | Alterações significativas                                                                               |
| ------------- | -------- | ------------------ | --------------- | --- |
| Aldus         | 1.0      | 1985               | Mac OS          | |
| Aldus         | 1.0      | 1986               | Windows         | |
| Aldus         | 2.0      |                    | Mac OS, Windows | |
| Aldus         | 3.0      |                    | Mac OS, Windows | |
| Aldus         | 4.0      |                    | Mac OS, Windows | |
| Aldus         | 4.2      |                    | Mac OS, Windows | - rotação de texto - editor de texto (story editor)                                                     |
| Aldus         | 5.0      |                    | Mac OS, Windows | |
| Adobe         | 6.0      | 1995               | Mac OS, Windows | |
| Adobe         | 6.5      |                    | Mac OS, Windows | |
| Adobe         | 6.5 Plus |                    | Mac OS, Windows | - versão orientada para o mercado empresarial de escritório que inclui templates e cliparts específicos |
| Adobe         | 7.0      | 9 de Julho de 2001 | Mac OS, Windows | - permite importar e exportar arquivos PDF                                                              |

## Descontinuado
Em 2004 a Adobe anunciou que o desenvolvimento do Adobe PageMaker terminara mas que continuariam a vender e a fornecer suporte ao produto. O InDesign foi apresentado como o seu sucessor. Atualizações do PageMaker para o InDesign 2.0 e (após o lançamento do InDesign CS) um pacote "PageMaker Plug-in" foram oferecidos, contendo funcionalidades e tópicos de ajuda próprios do PageMaker.